# Pringsheimia smilacis
Pringsheimia smilacis är en svampart som beskrevs av E. Müll. 1958. Pringsheimia smilacis ingår i släktet Pringsheimia och familjen Dothioraceae.   Inga underarter finns listade i Catalogue of Life.